# Entrevistas de Guadalajara
Las entrevistas de Guadalajara fueron unas negociaciones celebradas en esta ciudad española entre Jaime II de Aragón y Sancho IV de Castilla, el 22 de enero de 1293.
El propósito de esta reunión era tratar las diferencias del rey de la Corona de Aragón con la Santa Sede y Francia, a causa de la cuestión del Reino de Sicilia. Sancho IV actuó de mediador, pero no consiguió que Jaime II renunciara a Sicilia, como exigían sus rivales, y las conversaciones prosiguieron el 25 de julio de ese mismo año en Logroño.

## Desarrollo
Sancho IV de Castilla abordó 1293 con una perspectiva diplomática que le ocuparía gran parte de su actividad durante todo el año, quizás a consecuencia del delicado estado de salud que padecía después de finalizada la campaña de Tarifa. Entonces su posición política requería de sólidas alianzas con el Reino de Aragón, como fiel amigo frente a las disensiones internas de Castilla y a las pretensiones sobre los reino nazarí de Granada, y con el Reino de Francia y Santa Sede para legitimar su matrimonio con María de Molina.
Ya en el mes de enero mantuvo en Guadalajara varios parlamentos con Jaime II de Aragón en los que le transmitirá la posición de Francia y la Santa Sede sobre la posesión del Reino de Sicilia, estados que pretendían la renuncia de Aragón sobre este dominio. Ante la negativa del monarca aragonés, que había nombrado a su hermano Federico capitán general de la isla, se propuso una alianza matrimonial que permitiera la presencia de la dinastía francesa en el reino insular: el enlace entre Blanca de Anjou, hija de Carlos II de Nápoles, y Federico de Aragón. Pero ambas ofertas fueron rechazadas y pospuestas hasta otra entrevista, a celebrar en Logroño meses más tarde, y en la que tomar los acuerdos definitivos.
Pese a los desacuerdos, cabe señalarse el apoyo decidido mostrado por Jaime II de Aragón –todavía esposo de la infanta Isabel de Castilla, hija del rey de Castilla– a Sancho IV de Castilla en sus objetivos sobre al-Ándalus, comprometiéndose, luego sin éxito, a mediar ante Muhammad II de Granada y los monarcas de Marruecos con el fin de sustentar y recuperar alianzas de amistad y treguas militares.
Finalmente, el asunto de Sicilia se quiso cerrar con el Tratado de Anagni el 24 de junio de 1295 por el que Jaime II se comprometía a reintegrar Sicilia a los dominios del papa Bonifacio VIII y a contraer matrimonio con Blanca de Anjou, una vez anulado el primero con Isabel de Castilla. Pero, frente a lo pactado y unilateralmente, su hermano Federico de Aragón lograría la elección como rey de Sicilia, desbaratando lo acordado.